# 도로시 (유튜버)
도로시(본명: 민가인, 1983년~)은 대한민국의 DIA TV 소속 크리에이터로 유튜브에서 먹방 콘텐츠를 선보이고 있다. 2016년 광저우사는여자라는 채널을 개설하며 유튜브 활동을 시작했고, 2017년 8월부터 도로시(Dorothy)로 채널명을 바꾸었다. 송주불냉면과 송주불김치를 먹는 먹방 영상은 1690만회 이상 조회되며 도로시의 영상 중 가장 많은 조회 수를 기록하고 있다. 2020년 9월 현재 구독자 수는 400만 명으로 한국 유튜브 채널 중 57위에 올라있다.